# Il n'y a (Dieu merci) qu'un seul Achille Talon
Il n'y a (Dieu merci) qu'un seul Achille Talon est un album de la série de bande dessinée Achille Talon de Greg, sorti chez Dargaud en 1982.

## Composition
Il contraste avec d’autres albums par la dualité de l’organisation. 
Une première partie, regroupant quatre récits, relate la généalogie d'Achille Talon :
1. « Arbre généalogique » ;
2. « Tah-lon des cavernes » relate la vie d'un ancêtre de Talon, ayant vécu pendant la préhistoire ;
3. « Talonus Minuta » décrit l'un des ancêtres de Talon ayant vécu sous l'empire romain (allusion parodique à Astérix) ;
4. « Godefroy de Talon » décrit l'un des ancêtres de Talon au temps des croisades.

Une deuxième partie, retrace différentes anecdotes de la vie d'Achille Talon. Cette partie, composée de "gags" très brefs, évoquent davantage le style propre à Boule et bill, par exemple. Elle contient :
5. « Le vendeur n'attend pas le non brait des anes-nés [sic] » (Récit sans rapport avec le cid, nonobstant le titre.) ;
6. « On gave souvent l'époux laid » ;
7. « Belle envolée. » ;
8. « Les âmes sont bizarres » ;
9. « Fautes aux surprises » ;
10. « C'est pas tout, atout » ;
11. « l'entêté est en tête » ;
12. « Ah gare au hagard regard » ;
13. « Détestabutations [Sic] » ;
14. « Chat [Sic] c'est d'avoir soif » ;
15. « Ciel mon marri » ;
16. « Et colle d'art » ;
17. « À quoi tiquez-vous ? » (jeu sur l'ellipse et l'énonciation).
Il est difficile de trouver une cohérence entre les deux parties. La première partie, pleine d'allusions parodiques et d'anachronismes humoristiques, échoue à une véritable critique de la science historique, néanmoins elle souligne parfaitement la volonté hagiographique dérisoire du personnage.